# 1107 km (Kazachstan)
1107 km (kaz. 1107 км, ros. 1107 км) – przystanek kolejowy w rejonie Aktogaj, w obwodzie karagandyjskim, w Kazachstanie. Położony jest na linii Mojynty – Aktogaj, na trasie Nowego Jedwabnego Szlaku. Leży wśród stepów, w oddaleniu od skupisk ludzkich.